# 马宝 (吴周)
马宝（？—1681年），陝西平涼府隆德縣人，绰号“两张皮”，平西王吴三桂麾下主要将领之一。三桂举兵反清后，被先后授予铁骑总管将军、大将军，封国公，屡立战功。后期吴周衰败，马宝兵败投降清廷，被凌迟处死。史书评价马宝与王屏藩为吴三桂军中最骁勇善战之将。

## 生平

### 早期
马宝早期曾加入农民军，后投靠南明永历政权，被授予参将，封安定伯。1650年二月，清平南王尚可喜大军围广州，永历帝派遣马宝引兵袭击清远以解广州之围，被击败。1650年十月，永历帝自南宁败逃至安隆，马宝率残兵蛰伏于广西山谷之中。1651年五月，永历帝遣李定国反攻两广，马宝起而响应，见孙可望势力更大，便率麾下兵马归附。后可望败走贵州，李定国携永历帝入雲南。1657年，孙可望与李定国不和，占据贵州自立。永历帝遣李定国攻打孙可望，可望派马宝走小路突袭昆明，欲出奇兵擒永历帝。然而孙可望手下对其行为多有不服，不愿为其所用。马宝得知沐天波在云南已做好准备，便按兵不动。随后李定国击败孙可望回援云南，马宝领兵归附定国，永历帝晋封马宝为淮国公。1659年，永历帝奔缅甸，李定国屡战不利，马宝遂抛弃永历帝而投吴三桂。三桂见马宝粗犷勇猛，对其颇为厚待。次年，以右都督充任中营总兵官。1661年，吴三桂率军入缅追击永历帝，马宝击败马乃土司，斩其首领龙兆吉。1666年，马宝调任曲靖武营总兵官。

### 三藩之乱
1673年十二月，吴三桂举兵反清，授予马宝铁骑总管将军。根据既定计划，马宝领兵经贵州进犯湖南、湖北。作为吴军先锋，马宝很快攻陷贵州，进逼湖南。1674年，分兵进犯江西，配合耿精忠的军事行动。1675年正月，康熙帝命令安亲王岳乐率领清军攻取长沙，马宝驻扎岳州，阻遏道路，出没于湖南各地。1676年三月，岳乐攻长沙，马宝令彝陵、南漳吴军分别袭扰清军。十一月，清军围城，马宝自岳州来援，解了长沙之围。1677年九月，马宝领兵攻韶州，渡河至莲花山，逼近罗江。清将额楚等抵御，大将莽依图自城中与城外清军里应外合，马宝大败，奔帽峰山而去，十二日，率部赴衡州。1678年正月，马宝又由宜章赴广西，二月回军衡州，驻扎湘江东岸为吴军声援。三月，吴三桂称帝，马宝晋封为大将军、国公。八月，吴三桂病逝，马宝等拥立其孙吴世璠为帝。
1679年，清廷多次对马宝进行招抚，皆被其所拒。同年，清军收复湖南、广西，马宝败退贵州据守遵义，又被清军击溃。三月，马宝聚众向四川反扑，连陷泸州、叙州。1681年二月，吴世璠被彰泰围困于昆明，催促马宝救援。马宝遂放弃叙州，携妻子奔楚雄。六月，清将希福追击之，马宝假装向北以诱追兵，清军追至乌木山大败之，马宝仅以身免。七月，马宝逃到姚安，聚拢败兵不足百人，往希福军前请降。但清廷以其之前多次抗拒招抚，对其投降不予认可。马宝被发往京师，九月被处以凌迟，枭首示众。